# República Anconitana
La República Anconitana fue una «república hermana», un estado satélite de la Primera República Francesa creado el 19 de noviembre de 1797 por Napoleón Bonaparte y situado en la zona central de Italia, en la actual región de las Marcas. Su capital era Ancona.
La república fue establecida en territorio de los Estados Pontificios durante la campaña llevada a cabo por los ejércitos franceses dirigidos por Napoleón Bonaparte en el norte de Italia. El nuevo estado se creó bajo la protección de la República Francesa y de la República Cisalpina (otra de las «repúblicas hermanas»). La difusión de las ideas liberales favoreció la penetración francesa.
La existencia de la República Anconitana fue efímera. El 7 de marzo de 1798, tras solo 117 días de vida, fue anexionada a la nueva República Romana.

## Bandera
La República Anconitana utilizó una bandera tricolor con el nombre de la república en el centro. El rojo y el amarillo eran los colores tradicionales de la ciudad y puede suponerse que el color azul se añadió por la bandera de Francia.